# Сан Мартино (Ферара)
Сан Мартино (итал. San Martino) је насеље у Италији у округу Ферара, региону Емилија-Ромања.
Према процени из 2011. у насељу је живело 2565 становника. Насеље се налази на надморској висини од 12 м.